# Oribatula sabulosa
Oribatula sabulosa är en kvalsterart som först beskrevs av Balogh 1966.  Oribatula sabulosa ingår i släktet Oribatula och familjen Oribatulidae. Inga underarter finns listade i Catalogue of Life.